# Tidningen Skogen
Tidningen Skogen (av tidningen själv skrivs namnet Tidningen SKOGEN) är en obunden skogstidning som ägs och ges ut av Föreningen Skogen. Skogen bevakar skogsbruket i Sverige och världen i nyheter och reportage. Tidningen ser sig som skogsbrukets branschtidning och tipsar, granskar och debatterar bland annat skogsskötsel, ekonomi, virkesmarknad och entreprenörsfrågor. Skogen rapporterar utan bindningar till parterna på virkesmarknaden.
Tidningen Skogen ger också ut dagliga nyheter på sin webbplats och i det elektroniska nyhetsbrevet eSKOGEN. SKOGENbild är tidningens egen bildbyrå.

## Fakta om tidningen
- Antal läsare (2007): 101 000 [2], främst inom grupperna skogsägare, entreprenörer, maskinförare och skogstjänstemän.
- Upplaga (2007): 15.700 [3]